# Podi della XXXII Olimpiade
Le giornate dei Giochi della XXXII Olimpiade, che si sono svolti a Tokyo tra il 23 luglio e l'8 agosto 2021, sono state scandite dall'assegnazione delle medaglie nei 339 eventi dei 33 sport in programma. Di seguito sono riportati i podi giorno per giorno come da calendario. Per le discipline con due o più atleti (dai tuffi sincronizzati al calcio) si parla di squadra e la medaglia va assegnata alla nazione. Nel caso di atleta singolo è riportato nome e cognome, nel caso di atleti della Cina, Corea del Sud e Vietnam si riporta prima il cognome e poi il nome, come loro tradizione onomastica.

## 1ª giornata (24 luglio)
| Disciplina        | Evento                                 | Oro                    | Argento                 | Bronzo                                |
| ----------------- | -------------------------------------- | ---------------------- | ----------------------- | ------------------------------------- |
| Ciclismo          | Corsa in linea maschile                | Richard Carapaz        | Wout Van Aert           | Tadej Pogačar                         |
| Judo              | 60 kg maschile                         | Naohisa Takato         | Yang Yung-wei           | Luka Mkheidze Eldos Smetov            |
| Judo              | 48 kg femminile                        | Distria Krasniqi       | Funa Tonaki             | Dar"ja Bilodid Mönkhbatyn Urantsetseg |
| Scherma           | Sciabola individuale maschile          | Áron Szilágyi          | Luigi Samele            | Kim Jung-hwan                         |
| Scherma           | Spada individuale femminile            | Sun Yiwen              | Ana Maria Popescu       | Katrina Lehis                         |
| Sollevamento pesi | 49 kg femminile                        | Hou Zhihui             | Saikhom Mirabai Chanu   | Windy Cantika Aisah                   |
| Taekwondo         | 58 kg maschile                         | Vito Dell'Aquila       | Mohamed Khalil Jendoubi | Michail Artamonov Jang Jun            |
| Taekwondo         | 49 kg femminile                        | Panipak Wongpattanakit | Adriana Cerezo          | Avishag Semberg Tijana Bogdanović     |
| Tiro a segno/volo | Pistola 10 m aria compressa maschile   | Javad Foroughi         | Damir Mikec             | Pang Wei                              |
| Tiro a segno/volo | Carabina 10 m aria compressa femminile | Yang Qian              | Anastasija Galašina     | Nina Christen                         |
| Tiro con l'arco   | Squadre miste                          | Corea del Sud          | Paesi Bassi             | Messico                               |

## 2ª giornata (25 luglio)
| Disciplina        | Evento                                   | Oro                  | Argento               | Bronzo                          |
| ----------------- | ---------------------------------------- | -------------------- | --------------------- | ------------------------------- |
| Ciclismo          | Corsa in linea femminile                 | Anna Kiesenhofer     | Annemiek van Vleuten  | Elisa Longo Borghini            |
| Judo              | 66 kg maschile                           | Hifumi Abe           | Vazha Margvelashvili  | An Ba-ul Daniel Cargnin         |
| Judo              | 52 kg femminile                          | Uta Abe              | Amandine Buchard      | Odette Giuffrida Chelsie Giles  |
| Nuoto             | 400 m stile libero maschili              | Ahmed Hafnaoui       | Jack McLoughlin       | Kieran Smith                    |
| Nuoto             | 400 m misti maschili                     | Chase Kalisz         | Jay Litherland        | Brendon Smith                   |
| Nuoto             | 400 m misti femminili                    | Yui Ōhashi           | Emma Weyant           | Hali Flickinger                 |
| Nuoto             | Staffetta 4x100 m stile libero femminile | Australia            | Canada                | Stati Uniti                     |
| Scherma           | Spada individuale maschile               | Romain Cannone       | Gergely Siklósi       | Ihor Rejzlin                    |
| Scherma           | Fioretto individuale femminile           | Lee Kiefer           | Inna Deriglazova      | Larisa Korobejnikova            |
| Skateboard        | Street maschile                          | Yuto Horigome        | Kelvin Hoefler        | Jagger Eaton                    |
| Sollevamento pesi | 61 kg maschile                           | Li Fabin             | Eko Yuli Irawan       | Igor Son                        |
| Sollevamento pesi | 67 kg maschile                           | Chen Lijun           | Luís Javier Mosquera  | Mirko Zanni                     |
| Taekwondo         | 68 kg maschile                           | Ulugbek Rashitov     | Bradly Sinden         | Zhao Shuai Hakan Reçber         |
| Taekwondo         | 57 kg femminile                          | Anastasija Zolotic   | Tat'jana Kudašova     | Lo Chia-ling Hatice Kübra İlgün |
| Tiro a segno/volo | Carabina 10 m aria compressa maschile    | William Shaner       | Sheng Lihao           | Yang Haoran                     |
| Tiro a segno/volo | Pistola 10 m aria compressa femminile    | Vitalina Bacaraškina | Antoaneta Kostadinova | Jiang Ranxin                    |
| Tiro con l'arco   | Squadre femminile                        | Corea del Sud        | ROC                   | Germania                        |
| Tuffi             | Trampolino 3 m sincro femminile          | Cina                 | Canada                | Germania                        |

## 3ª giornata (26 luglio)
| Disciplina        | Evento                                  | Oro                  | Argento               | Bronzo                               |
| ----------------- | --------------------------------------- | -------------------- | --------------------- | ------------------------------------ |
| Canoa/kayak       | Slalom C1 maschile                      | Benjamin Savšek      | Lukáš Rohan           | Sideris Tasiadis                     |
| Ciclismo          | Cross country maschile                  | Thomas Pidcock       | Mathias Flückiger     | David Valero Serrano                 |
| Ginnastica        | Concorso a squadre maschile             | ROC                  | Giappone              | Cina                                 |
| Judo              | 73 kg maschile                          | Shōhei Ōno           | Lasha Shavdatuashvili | An Chang-rim Tsend-Ochir Tsogtbaatar |
| Judo              | 57 kg femminile                         | Nora Gjakova         | Sarah-Léonie Cysique  | Tsukasa Yoshida Jessica Klimkait     |
| Nuoto             | 100 m rana maschili                     | Adam Peaty           | Arno Kamminga         | Nicolò Martinenghi                   |
| Nuoto             | Staffetta 4x100 m stile libero maschili | Stati Uniti          | Italia                | Australia                            |
| Nuoto             | 400 m stile libero femminili            | Ariarne Titmus       | Katie Ledecky         | Li Bingjie                           |
| Nuoto             | 100 m farfalla femminili                | Margaret MacNeil     | Zhang Yufei           | Emma McKeon                          |
| Scherma           | Fioretto individuale maschile           | Cheung Ka Long       | Daniele Garozzo       | Alexander Choupenitch                |
| Scherma           | Sciabola individuale femminile          | Sofija Pozdnjakova   | Sof'ja Velikaja       | Manon Brunet                         |
| Skateboard        | Street femminile                        | Momiji Nishiya       | Rayssa Leal           | Fūna Nakayama                        |
| Sollevamento pesi | 55 kg femminile                         | Hidilyn Diaz         | Liao Qiuyun           | Zul'fija Činšanlo                    |
| Taekwondo         | 80 kg maschile                          | Maksim Chramcov      | Saleh El-Sharabaty    | Toni Kanaet Seif Eissa               |
| Taekwondo         | 67 kg femminile                         | Matea Jelić          | Lauren Williams       | Hedaya Wahba Paige McPherson         |
| Tennistavolo      | Doppio misto                            | Giappone             | Cina                  | Taipei cinese                        |
| Tiro a segno/volo | Skeet maschile                          | Vincent Hancock      | Jesper Hansen         | Abdullah Al-Rashidi                  |
| Tiro a segno/volo | Skeet femminile                         | Amber English        | Diana Bacosi          | Wei Meng                             |
| Tiro con l'arco   | Squadre maschile                        | Corea del Sud        | Taipei cinese         | Giappone                             |
| Triathlon         | Gara maschile                           | Kristian Blummenfelt | Alex Yee              | Hayden Wilde                         |
| Tuffi             | Piattaforma 10 m sincro maschile        | Gran Bretagna        | Cina                  | ROC                                  |

## 4ª giornata (27 luglio)
| Disciplina        | Evento                                 | Oro                 | Argento              | Bronzo                                        |
| ----------------- | -------------------------------------- | ------------------- | -------------------- | --------------------------------------------- |
| Canoa/kayak       | Slalom K1 femminile                    | Ricarda Funk        | Maialen Chourraut    | Jessica Fox                                   |
| Ciclismo          | Cross country femminile                | Jolanda Neff        | Sina Frei            | Linda Indergand                               |
| Equitazione       | Dressage a squadre                     | Germania            | Stati Uniti          | Gran Bretagna                                 |
| Ginnastica        | Concorso a squadre femminile           | ROC                 | Stati Uniti          | Gran Bretagna                                 |
| Judo              | 81 kg maschile                         | Takanori Nagase     | Saeid Mollaei        | Shamil Borchashvili Matthias Casse            |
| Judo              | 63 kg femminile                        | Clarisse Agbegnenou | Tina Trstenjak       | Maria Centracchio Catherine Beauchemin-Pinard |
| Nuoto             | 200 m stile libero maschili            | Thomas Dean         | Duncan Scott         | Fernando Scheffer                             |
| Nuoto             | 100 m dorso maschili                   | Evgenij Rylov       | Kliment Kolesnikov   | Ryan Murphy                                   |
| Nuoto             | 100 m dorso femminili                  | Kaylee McKeown      | Kylie Masse          | Regan Smith                                   |
| Nuoto             | 100 m rana femminili                   | Lydia Jacoby        | Tatjana Schoenmaker  | Lilly King                                    |
| Scherma           | Spada a squadre femminile              | Estonia             | Corea del Sud        | Italia                                        |
| Softball          | Torneo femminile                       | Giappone            | Stati Uniti          | Canada                                        |
| Sollevamento pesi | 59 kg femminile                        | Kuo Hsing-chun      | Polina Gurýeva       | Mikiko Andō                                   |
| Sollevamento pesi | 64 kg femminile                        | Maude Charron       | Giorgia Bordignon    | Chen Wen-huei                                 |
| Surf              | Shortboard maschile                    | Ítalo Ferreira      | Kanoa Igarashi       | Owen Wright                                   |
| Surf              | Shortboard femminile                   | Carissa Moore       | Bianca Buitendag     | Amuro Tsuzuki                                 |
| Taekwondo         | +80 kg maschile                        | Vladislav Larin     | Dejan Georgievski    | In Kyo-don Rafael Alba                        |
| Taekwondo         | +67 kg femminile                       | Milica Mandić       | Lee Da-bin           | Althéa Laurin Bianca Walkden                  |
| Tiro a segno/volo | Pistola 10 m aria compressa a squadre  | Cina                | ROC                  | Ucraina                                       |
| Tiro a segno/volo | Carabina 10 m aria compressa a squadre | Cina                | Stati Uniti          | ROC                                           |
| Triathlon         | Gara femminile                         | Flora Duffy         | Georgia Taylor-Brown | Katie Zaferes                                 |
| Tuffi             | Piattaforma 10 m sincro femminile      | Cina                | Stati Uniti          | Messico                                       |

## 5ª giornata (28 luglio)
| Disciplina        | Evento                                  | Oro                       | Argento           | Bronzo                           |
| ----------------- | --------------------------------------- | ------------------------- | ----------------- | -------------------------------- |
| Canottaggio       | 4 di coppia maschile                    | Paesi Bassi               | Gran Bretagna     | Australia                        |
| Canottaggio       | 4 di coppia femminile                   | Cina                      | Polonia           | Australia                        |
| Canottaggio       | 2 di coppia maschile                    | Francia                   | Paesi Bassi       | Cina                             |
| Canottaggio       | 4 senza maschile                        | Australia                 | Romania           | Italia                           |
| Canottaggio       | 2 di coppia femminile                   | Romania                   | Nuova Zelanda     | Paesi Bassi                      |
| Canottaggio       | 4 senza femminile                       | Australia                 | Paesi Bassi       | Irlanda                          |
| Ciclismo          | Cronometro maschile                     | Primož Roglič             | Tom Dumoulin      | Rohan Dennis                     |
| Ciclismo          | Cronometro femminile                    | Annemiek van Vleuten      | Marlen Reusser    | Anna van der Breggen             |
| Equitazione       | Dressage individuale                    | Jessica von Bredow-Werndl | Isabell Werth     | Charlotte Dujardin               |
| Ginnastica        | Concorso individuale maschile           | Daiki Hashimoto           | Xiao Ruoteng      | Nikita Nagornyj                  |
| Judo              | 90 kg maschile                          | Lasha Bekauri             | Eduard Trippel    | Krisztián Tóth Davlat Bobonov    |
| Judo              | 70 kg femminile                         | Chizuru Arai              | Michaela Polleres | Madina Tajmazova Sanne van Dijke |
| Nuoto             | 200 m farfalla maschili                 | Kristóf Milák             | Tomoru Honda      | Federico Burdisso                |
| Nuoto             | Staffetta 4x200 m stile libero maschile | Gran Bretagna             | ROC               | Australia                        |
| Nuoto             | 200 m stile libero femminili            | Ariarne Titmus            | Siobhán Haughey   | Penny Oleksiak                   |
| Nuoto             | 1500 m stile libero femminili           | Katie Ledecky             | Erica Sullivan    | Sarah Köhler                     |
| Nuoto             | 200 m misti femminili                   | Yui Ōhashi                | Alexandra Walsh   | Kate Douglass                    |
| Pallacanestro     | Torneo 3x3 maschile                     | Lettonia                  | ROC               | Serbia                           |
| Pallacanestro     | Torneo 3x3 femminile                    | Stati Uniti               | ROC               | Cina                             |
| Rugby a 7         | Torneo maschile                         | Figi                      | Nuova Zelanda     | Argentina                        |
| Scherma           | Sciabola a squadre maschile             | Corea del Sud             | Italia            | Ungheria                         |
| Sollevamento pesi | 73 kg maschile                          | Shi Zhiyong               | Julio Mayora      | Rahmat Erwin Abdullah            |
| Tuffi             | Trampolino 3 m sincro maschile          | Cina                      | Stati Uniti       | Germania                         |

## 6ª giornata (29 luglio)
| Disciplina        | Evento                                   | Oro                | Argento              | Bronzo                         |
| ----------------- | ---------------------------------------- | ------------------ | -------------------- | ------------------------------ |
| Canoa/kayak       | Slalom C1 femminile                      | Jessica Fox        | Mallory Franklin     | Andrea Herzog                  |
| Canottaggio       | 2 senza maschile                         | Croazia            | Romania              | Danimarca                      |
| Canottaggio       | 2 di coppia pesi leggeri maschile        | Irlanda            | Germania             | Italia                         |
| Canottaggio       | 2 senza femminile                        | Nuova Zelanda      | ROC                  | Canada                         |
| Canottaggio       | 2 di coppia pesi leggeri femminile       | Italia             | Francia              | Paesi Bassi                    |
| Ginnastica        | Concorso individuale femminile           | Sunisa Lee         | Rebeca Andrade       | Angelina Mel'nikova            |
| Judo              | 100 kg maschile                          | Aaron Wolf         | Cho Gu-ham           | Jorge Fonseca Nijaz Il'jasov   |
| Judo              | 78 kg femminile                          | Shōri Hamada       | Madeleine Malonga    | Anna-Maria Wagner Mayra Aguiar |
| Nuoto             | 100 m stile libero maschili              | Caeleb Dressel     | Kyle Chalmers        | Kliment Kolesnikov             |
| Nuoto             | 800 m stile libero maschili              | Robert Finke       | Gregorio Paltrinieri | Mychajlo Romančuk              |
| Nuoto             | 200 m rana maschili                      | Zac Stubblety-Cook | Arno Kamminga        | Matti Mattsson                 |
| Nuoto             | 200 m farfalla femminili                 | Zhang Yufei        | Regan Smith          | Hali Flickinger                |
| Nuoto             | Staffetta 4x200 m stile libero femminile | Cina               | Stati Uniti          | Australia                      |
| Scherma           | Fioretto a squadre femminile             | ROC                | Francia              | Italia                         |
| Tennistavolo      | Singolo femminile                        | Chen Meng          | Sun Yingsha          | Mima Ito                       |
| Tiro a segno/volo | Trap maschile                            | Jiří Lipták        | David Kostelecký     | Matthew Coward-Holley          |
| Tiro a segno/volo | Trap femminile                           | Zuzana Štefečeková | Kayle Browning       | Alessandra Perilli             |

## 7ª giornata (30 luglio)
| Disciplina        | Evento                       | Oro                  | Argento           | Bronzo                         |
| ----------------- | ---------------------------- | -------------------- | ----------------- | ------------------------------ |
| Atletica leggera  | 10000 m piani maschili       | Selemon Barega       | Joshua Cheptegei  | Jacob Kiplimo                  |
| Badminton         | Doppio misto                 | Cina                 | Cina              | Giappone                       |
| Canoa/kayak       | Slalom K1 maschile           | Jiří Prskavec        | Jakub Grigar      | Hannes Aigner                  |
| Canottaggio       | Singolo maschile             | Stefanos Ntouskos    | Kjetil Borch      | Damir Martin                   |
| Canottaggio       | Otto maschile                | Nuova Zelanda        | Germania          | Gran Bretagna                  |
| Canottaggio       | Singolo femminile            | Emma Twigg           | Hanna Prakatsen   | Magdalena Lobnig               |
| Canottaggio       | Otto femminile               | Canada               | Nuova Zelanda     | Cina                           |
| Ciclismo          | BMX corsa maschile           | Niek Kimmann         | Kye Whyte         | Carlos Ramírez                 |
| Ciclismo          | BMX corsa femminile          | Beth Shriever        | Mariana Pajón     | Merel Smulders                 |
| Ginnastica        | Trampolino femminile         | Zhu Xueying          | Liu Lingling      | Bryony Page                    |
| Judo              | +100 kg maschile             | Lukáš Krpálek        | Guram Tushishvili | Teddy Riner Tamerlan Bašaev    |
| Judo              | +78 kg femminile             | Akira Sone           | Idalys Ortiz      | Iryna Kindzers'ka Romane Dicko |
| Nuoto             | 200 m dorso maschili         | Evgenij Rylov        | Ryan Murphy       | Luke Greenbank                 |
| Nuoto             | 200 m misti maschili         | Wang Shun            | Duncan Scott      | Jérémy Desplanches             |
| Nuoto             | 100 m stile libero femminili | Emma McKeon          | Siobhán Haughey   | Cate Campbell                  |
| Nuoto             | 200 m rana femminili         | Tatjana Schoenmaker  | Lilly King        | Annie Lazor                    |
| Scherma           | Spada a squadre maschile     | Giappone             | ROC               | Corea del Sud                  |
| Tennis            | Doppio maschile              | Croazia              | Croazia           | Nuova Zelanda                  |
| Tennistavolo      | Singolo maschile             | Ma Long              | Fan Zhendong      | Dimitrij Ovtcharov             |
| Tiro a segno/volo | Pistola 25 metri femminile   | Vitalina Bacaraškina | Kim Min-jeong     | Xiao Jiaruixuan                |
| Tiro con l'arco   | Individuale femminile        | An San               | Elena Osipova     | Lucilla Boari                  |

## 8ª giornata (31 luglio)
| Disciplina        | Evento                              | Oro                   | Argento                     | Bronzo              |
| ----------------- | ----------------------------------- | --------------------- | --------------------------- | ------------------- |
| Atletica leggera  | Lancio del disco maschile           | Daniel Ståhl          | Simon Pettersson            | Lukas Weißhaidinger |
| Atletica leggera  | 100 m piani femminili               | Elaine Thompson-Herah | Shelly-Ann Fraser-Pryce     | Shericka Williams   |
| Atletica leggera  | Staffetta 4×400 m mista             | Polonia               | Rep. Dominicana             | Stati Uniti         |
| Badminton         | Doppio maschile                     | Taipei cinese         | Cina                        | Malaysia            |
| Ginnastica        | Trampolino maschile                 | Ivan Litvinovich      | Dong Dong                   | Dylan Schmidt       |
| Judo              | Squadre miste                       | Francia               | Giappone                    | Germania Israele    |
| Nuoto             | 100 m farfalla maschili             | Caeleb Dressel        | Kristóf Milák               | Noè Ponti           |
| Nuoto             | 800 m stile libero femminili        | Katie Ledecky         | Ariarne Titmus              | Simona Quadarella   |
| Nuoto             | 200 m dorso femminili               | Kaylee McKeown        | Kylie Masse                 | Emily Seebohm       |
| Nuoto             | Staffetta 4x100 m misti mista       | Gran Bretagna         | Cina                        | Australia           |
| Rugby a 7         | Torneo femminile                    | Nuova Zelanda         | Francia                     | Figi                |
| Scherma           | Sciabola a squadre femminile        | ROC                   | Francia                     | Corea del Sud       |
| Sollevamento pesi | 81 kg maschile                      | Lü Xiaojun            | Zacarías Bonnat             | Antonino Pizzolato  |
| Sollevamento pesi | 96 kg maschile                      | Faris Ibrahim         | Keydomar Vallenilla-Sánchez | Anton Pliesnoi      |
| Tennis            | Singolare femminile                 | Belinda Bencic        | Markéta Vondroušová         | Elina Svitolina     |
| Tiro a segno/volo | Carabina 50 m 3 posizioni femminile | Nina Christen         | Julija Zykova               | Julija Karimova     |
| Tiro a segno/volo | Trap a squadre                      | Spagna                | San Marino                  | Stati Uniti         |
| Tiro con l'arco   | Individuale maschile                | Mete Gazoz            | Mauro Nespoli               | Takaharu Furukawa   |
| Triathlon         | Gara a squadre                      | Gran Bretagna         | Stati Uniti                 | Francia             |
| Vela              | RS:X maschile                       | Kiran Badloe          | Thomas Goyard               | Bi Kun              |
| Vela              | RS:X femminile                      | Lu Yunxiu             | Charline Picon              | Emma Wilson         |

## 9ª giornata (1 agosto)
| Disciplina        | Evento                            | Oro                                  | Argento               | Bronzo              |
| ----------------- | --------------------------------- | ------------------------------------ | --------------------- | ------------------- |
| Atletica leggera  | 100 m piani maschili              | Marcell Jacobs                       | Fred Kerley           | Andre De Grasse     |
| Atletica leggera  | Salto in alto maschile            | Gianmarco Tamberi Mutaz Essa Barshim | Non assegnato         | Maksim Nedasekaŭ    |
| Atletica leggera  | Salto triplo femminile            | Yulimar Rojas                        | Patrícia Mamona       | Ana Peleteiro       |
| Atletica leggera  | Getto del peso femminile          | Gong Lijiao                          | Raven Saunders        | Valerie Adams       |
| Badminton         | Singolo femminile                 | Chen Yufei                           | Tai Tzu-ying          | Pusarla Sindhu      |
| Ciclismo          | BMX freestyle maschile            | Logan Martin                         | Daniel Dhers          | Declan Brooks       |
| Ciclismo          | BMX freestyle femminile           | Charlotte Worthington                | Hannah Roberts        | Nikita Ducarroz     |
| Ginnastica        | Corpo libero maschile             | Artem Dolgopyat                      | Rayderley Zapata      | Xiao Ruoteng        |
| Ginnastica        | Cavallo maschile                  | Max Whitlock                         | Lee Chih-kai          | Kazuma Kaya         |
| Ginnastica        | Parallele asimmetriche femminile  | Nina Derwael                         | Anastasija Il'jankova | Sunisa Lee          |
| Ginnastica        | Volteggio femminile               | Rebeca Andrade                       | Mykayla Skinner       | Yeo Seo-jeong       |
| Golf              | Individuale maschile              | Xander Schauffele                    | Rory Sabbatini        | Pan Cheng-tsung     |
| Nuoto             | 50 m stile libero maschili        | Caeleb Dressel                       | Florent Manaudou      | Bruno Fratus        |
| Nuoto             | 1500 m stile libero maschili      | Robert Finke                         | Mychajlo Romančuk     | Florian Wellbrock   |
| Nuoto             | Staffetta 4x100 m misti maschile  | Stati Uniti                          | Gran Bretagna         | Italia              |
| Nuoto             | 50 m stile libero femminili       | Emma McKeon                          | Sarah Sjöström        | Pernille Blume      |
| Nuoto             | Staffetta 4x100 m misti femminile | Australia                            | Stati Uniti           | Canada              |
| Scherma           | Fioretto a squadre maschile       | Francia                              | ROC                   | Stati Uniti         |
| Sollevamento pesi | 76 kg femminile                   | Neisi Dajomes                        | Katherine Nye         | Aremi Fuentes       |
| Tennis            | Singolare maschile                | Alexander Zverev                     | Karen Chačanov        | Pablo Carreño Busta |
| Tennis            | Doppio femminile                  | Rep. Ceca                            | Svizzera              | Brasile             |
| Tennis            | Doppio misto                      | ROC                                  | ROC                   | Australia           |
| Tuffi             | Trampolino 3 m femminile          | Shi Tingmao                          | Wang Han              | Krysta Palmer       |
| Vela              | Laser maschile                    | Matthew Wearn                        | Tonči Stipanović      | Hermann Tomasgaard  |
| Vela              | Laser Radial femminile            | Anne-Marie Rindom                    | Josefin Olsson        | Marit Bouwmeester   |

## 10ª giornata (2 agosto)
| Disciplina        | Evento                             | Oro                   | Argento                | Bronzo                           |
| ----------------- | ---------------------------------- | --------------------- | ---------------------- | -------------------------------- |
| Atletica leggera  | 3000 m siepi maschili              | Soufiane el-Bakkali   | Lamecha Girma          | Benjamin Kigen                   |
| Atletica leggera  | Salto in lungo maschile            | Miltiadīs Tentoglou   | Juan Miguel Echevarría | Maykel Massó                     |
| Atletica leggera  | 5000 m piani femminili             | Sifan Hassan          | Hellen Obiri           | Gudaf Tsegay                     |
| Atletica leggera  | 100 m ostacoli femminili           | Jasmine Camacho-Quinn | Kendra Harrison        | Megan Tapper                     |
| Atletica leggera  | Lancio del disco femminile         | Valarie Allman        | Kristin Pudenz         | Yaimé Pérez                      |
| Badminton         | Singolo maschile                   | Viktor Axelsen        | Chen Long              | Anthony Sinisuka Ginting         |
| Badminton         | Doppio femminile                   | Indonesia             | Cina                   | Corea del Sud                    |
| Ciclismo          | Velocità a squadre femminile       | Cina                  | Germania               | ROC                              |
| Equitazione       | Concorso completo a squadre        | Gran Bretagna         | Australia              | Francia                          |
| Equitazione       | Concorso completo individuale      | Julia Krajewski       | Tom Mcewen             | Andrew Hoy                       |
| Ginnastica        | Anelli maschile                    | Liu Yang              | You Hao                | Eleutherios Petrounias           |
| Ginnastica        | Volteggio maschile                 | Shin Jeah-wan         | Denis Abljazin         | Artur Davtjan                    |
| Ginnastica        | Corpo libero femminile             | Jade Carey            | Vanessa Ferrari        | Mai Murakami Angelina Mel'nikova |
| Lotta             | Greco-romana 60 kg maschile        | Luis Orta             | Ken'ichirō Fumita      | Walihan Sailike Sergej Emelin    |
| Lotta             | Greco-romana 130 kg maschile       | Mijaín López          | Iakob Kajaia           | Rıza Kayaalp Sergej Semënov      |
| Lotta             | Libera 76 kg femminile             | Aline Rotter-Focken   | Adeline Gray           | Yasemin Adar Zhou Qian           |
| Sollevamento pesi | 87 kg femminile                    | Wang Zhouyu           | Tamara Salazar         | Crismery Santana                 |
| Sollevamento pesi | +87 kg femminile                   | Li Wenwen             | Emily Campbell         | Sarah Robles                     |
| Tiro a segno/volo | Carabina 50 m 3 posizioni maschile | Zhang Changhong       | Sergej Kamenskij       | Milenko Sebic                    |
| Tiro a segno/volo | Pistola 25 m automatica maschile   | Jean Quiquampoix      | Leuris Pupo            | Li Yuehong                       |

## 11ª giornata (3 agosto)
| Disciplina        | Evento                           | Oro                   | Argento            | Bronzo                                |
| ----------------- | -------------------------------- | --------------------- | ------------------ | ------------------------------------- |
| Atletica leggera  | 400 m ostacoli maschili          | Karsten Warholm       | Rai Benjamin       | Alison dos Santos                     |
| Atletica leggera  | Salto con l'asta maschile        | Armand Duplantis      | Chris Nilsen       | Thiago Braz da Silva                  |
| Atletica leggera  | 200 m piani femminili            | Elaine Thompson-Herah | Christine Mboma    | Gabrielle Thomas                      |
| Atletica leggera  | 800 m piani femminili            | Athing Mu             | Keely Hodgkinson   | Raevyn Rodgers                        |
| Atletica leggera  | Salto in lungo femminile         | Malaika Mihambo       | Brittney Reese     | Ese Brume                             |
| Atletica leggera  | Lancio del martello femminile    | Anita Włodarczyk      | Wang Zheng         | Malwina Kopron                        |
| Canoa/kayak       | C2 1000 m maschile               | Cuba                  | Cina               | Germania                              |
| Canoa/kayak       | K1 1000 m maschile               | Bálint Kopasz         | Ádám Varga         | Fernando Pimenta                      |
| Canoa/kayak       | K1 200 m femminile               | Lisa Carrington       | Teresa Portela     | Emma Jørgensen                        |
| Canoa/kayak       | K2 500 m femminile               | Nuova Zelanda         | Polonia            | Ungheria                              |
| Ciclismo          | Velocità a squadre maschile      | Paesi Bassi           | Gran Bretagna      | Francia                               |
| Ciclismo          | Inseguimento a squadre femminile | Germania              | Gran Bretagna      | Stati Uniti                           |
| Ginnastica        | Parallele simmetriche maschile   | Zou Jingyuan          | Lukas Dauser       | Ferhat Arıcan                         |
| Ginnastica        | Sbarra maschile                  | Daiki Hashimoto       | Tin Srbić          | Nikita Nagornyj                       |
| Ginnastica        | Trave femminile                  | Guan Chenchen         | Tang Xijing        | Simone Biles                          |
| Lotta             | Greco-romana 77 kg maschile      | Tamás Lőrincz         | Akzhol Makhmudov   | Rafiq Hüseynov Shohei Yabiku          |
| Lotta             | Greco-romana 97 kg maschile      | Musa Evloev           | Art'our Aleksanyan | Mohammad Hadi Saravi Tadeusz Michalik |
| Lotta             | Libera 68 kg femminile           | Tamyra Mensah         | Blessing Oborududu | Meerim Zhumanazarova Alla Čerkasova   |
| Pugilato          | Pesi welter maschile             | Roniel Iglesias       | Pat McCormack      | Aidan Walsh Andrej Zamkovoj           |
| Pugilato          | Pesi piuma femminile             | Sena Irie             | Nesthy Petecio     | Irma Testa Karriss Artingstall        |
| Sollevamento pesi | 109 kg maschile                  | Akbar Djuraev         | Simon Martirosyan  | Artūrs Plēsnieks                      |
| Tuffi             | Trampolino 3 m maschile          | Xie Siyi              | Wang Zongyuan      | Jack Laugher                          |
| Vela              | Finn maschile                    | Giles Scott           | Zsombor Berecz     | Joan Cardona Mendez                   |
| Vela              | Nacra 17 misto                   | Italia                | Gran Bretagna      | Germania                              |
| Vela              | 49er maschile                    | Gran Bretagna         | Nuova Zelanda      | Germania                              |
| Vela              | 49erFX femminile                 | Brasile               | Germania           | Paesi Bassi                           |

## 12ª giornata (4 agosto)
| Disciplina        | Evento                          | Oro                  | Argento               | Bronzo                         |
| ----------------- | ------------------------------- | -------------------- | --------------------- | ------------------------------ |
| Atletica leggera  | 200 m piani maschili            | Andre De Grasse      | Kenneth Bednarek      | Noah Lyles                     |
| Atletica leggera  | 800 m piani maschili            | Emmanuel Korir       | Ferguson Rotich       | Patryk Dobek                   |
| Atletica leggera  | Lancio del martello maschile    | Wojciech Nowicki     | Eivind Henriksen      | Paweł Fajdek                   |
| Atletica leggera  | 400 m ostacoli femminili        | Sydney McLaughlin    | Dalilah Muhammad      | Femke Bol                      |
| Atletica leggera  | 3000 m siepi femminili          | Peruth Chemutai      | Courtney Frerichs     | Hyvin Kiyeng                   |
| Ciclismo          | Inseguimento a squadre maschile | Italia               | Danimarca             | Australia                      |
| Equitazione       | Salto ostacoli individuale      | Ben Maher            | Peder Fredricson      | Maikel van der Vleuten         |
| Lotta             | Greco-romana 67 kg maschile     | Mohammad Reza Geraei | Parviz Nasibov        | Frank Stäbler Mohamed El-Sayed |
| Lotta             | Greco-romana 87 kg maschile     | Žan Belenjuk         | Viktor Lőrincz        | Denis Kudla Zurab Datunashvili |
| Lotta             | Libera 62 kg femminile          | Yukako Kawai         | Aisuluu Tynybekova    | Iryna Koljadenko Tajbe Jusein  |
| Nuoto             | Maratona 10 km femminile        | Ana Marcela Cunha    | Sharon van Rouwendaal | Kareena Lee                    |
| Nuoto artistico   | Duo femminile                   | ROC                  | Cina                  | Ucraina                        |
| Pugilato          | Pesi mediomassimi maschile      | Arlen López          | Benjamin Whittaker    | Loren Alfonso Imam Khataev     |
| Skateboard        | Park femminile                  | Sakura Yosozumi      | Kokona Hiraki         | Sky Brown                      |
| Sollevamento pesi | +109 kg maschile                | Lasha Talakhadze     | Ali Davoudi           | Man Asaad                      |
| Vela              | 470 maschile                    | Australia            | Svezia                | Spagna                         |
| Vela              | 470 femminile                   | Gran Bretagna        | Polonia               | Francia                        |

## 13ª giornata (5 agosto)
| Disciplina           | Evento                     | Oro                 | Argento                   | Bronzo                                   |
| -------------------- | -------------------------- | ------------------- | ------------------------- | ---------------------------------------- |
| Arrampicata sportiva | Gara maschile              | Alberto Ginés López | Nathaniel Coleman         | Jakob Schubert                           |
| Atletica leggera     | 400 m piani maschili       | Steven Gardiner     | Anthony Zambrano          | Kirani James                             |
| Atletica leggera     | 110 m ostacoli maschili    | Hansle Parchment    | Grant Holloway            | Ronald Levy                              |
| Atletica leggera     | Marcia 20 km maschile      | Massimo Stano       | Kōki Ikeda                | Toshikazu Yamanishi                      |
| Atletica leggera     | Salto triplo maschile      | Pedro Pichardo      | Zhu Yaming                | Hugues Fabrice Zango                     |
| Atletica leggera     | Getto del peso maschile    | Ryan Crouser        | Joe Kovacs                | Tom Walsh                                |
| Atletica leggera     | Decathlon maschile         | Damian Warner       | Kevin Mayer               | Ashley Moloney                           |
| Atletica leggera     | Salto con l'asta femminile | Katie Nageotte      | Anželika Sidorova         | Holly Bradshaw                           |
| Atletica leggera     | Eptathlon femminile        | Nafissatou Thiam    | Anouk Vetter              | Emma Oosterwegel                         |
| Canoa/kayak          | K1 200 m maschile          | Sándor Tótka        | Manfredi Rizza            | Liam Heath                               |
| Canoa/kayak          | K2 1000 m maschile         | Australia           | Germania                  | Rep. Ceca                                |
| Canoa/kayak          | C1 200 m femminile         | Nevin Harrison      | Laurence Vincent-Lapointe | Ljudmyla Luzan                           |
| Canoa/kayak          | K1 500 m femminile         | Lisa Carrington     | Tamara Csipes             | Emma Jørgensen                           |
| Ciclismo             | Omnium maschile            | Matthew Walls       | Campbell Stewart          | Elia Viviani                             |
| Ciclismo             | Keirin femminile           | Shanne Braspennincx | Ellesse Andrews           | Lauriane Genest                          |
| Hockey su prato      | Torneo maschile            | Belgio              | Australia                 | India                                    |
| Karate               | 67 kg maschile             | Steven Da Costa     | Eray Şamdan               | Darkhan Assadilov Abdelrahman Al-Masatfa |
| Karate               | 55 kg femminile            | Ivet Goranova       | Anželika Terljuha         | Bettina Plank Wen Tzu-yun                |
| Karate               | Kata femminile             | Sandra Sánchez      | Kiyou Shimizu             | Viviana Bottaro Grace Lau                |
| Nuoto                | Maratona 10 km maschile    | Florian Wellbrock   | Kristóf Rasovszky         | Gregorio Paltrinieri                     |
| Lotta                | Libera 57 kg maschile      | Zaur Uguev          | Ravi Kumar Dahiya         | Nurislam Sanayev Thomas Gilman           |
| Lotta                | Libera 86 kg maschile      | David Taylor        | Hassan Yazdani            | Artur Najfonov Myles Amine               |
| Lotta                | Libera 57 kg femminile     | Risako Kawai        | Iryna Kuračkina           | Helen Maroulis Evelina Nikolova          |
| Pugilato             | Pesi piuma maschile        | Albert Batyrgaziev  | Duke Ragan                | Samuel Takyi Lázaro Álvarez              |
| Skateboard           | Park maschile              | Keegan Palmer       | Pedro Barros              | Cory Juneau                              |
| Tennistavolo         | Squadre femminile          | Cina                | Giappone                  | Hong Kong                                |
| Tuffi                | Piattaforma 10 m femminile | Quan Hongchan       | Chen Yuxi                 | Melissa Wu                               |

## 14ª giornata (6 agosto)
| Disciplina           | Evento                           | Oro                 | Argento                      | Bronzo                                   |
| -------------------- | -------------------------------- | ------------------- | ---------------------------- | ---------------------------------------- |
| Arrampicata sportiva | Gara femminile                   | Janja Garnbret      | Miho Nonaka                  | Akiyo Noguchi                            |
| Atletica leggera     | 5000 m piani maschili            | Joshua Cheptegei    | Mohammed Ahmed               | Paul Chelimo                             |
| Atletica leggera     | Staffetta 4×100 m maschile       | Italia              | Canada                       | Cina                                     |
| Atletica leggera     | Marcia 50 km maschile            | Dawid Tomala        | Jonathan Hilbert             | Evan Dunfee                              |
| Atletica leggera     | 400 m piani femminili            | Shaunae Miller-Uibo | Marileidy Paulino            | Allyson Felix                            |
| Atletica leggera     | 1500 m piani femminili           | Faith Kipyegon      | Laura Muir                   | Sifan Hassan                             |
| Atletica leggera     | Staffetta 4×100 m femminile      | Giamaica            | Stati Uniti                  | Gran Bretagna                            |
| Atletica leggera     | Marcia 20 km femminile           | Antonella Palmisano | Sandra Arenas                | Liu Hong                                 |
| Atletica leggera     | Lancio del giavellotto femminile | Liu Shiying         | Maria Andrejczyk             | Kelsey-Lee Barber                        |
| Beach volley         | Torneo femminile                 | Stati Uniti         | Australia                    | Svizzera                                 |
| Calcio               | Torneo femminile                 | Canada              | Svezia                       | Stati Uniti                              |
| Ciclismo             | Velocità maschile                | Harrie Lavreysen    | Jeffrey Hoogland             | Jack Carlin                              |
| Ciclismo             | Americana femminile              | Gran Bretagna       | Danimarca                    | ROC                                      |
| Hockey su prato      | Torneo femminile                 | Paesi Bassi         | Argentina                    | Gran Bretagna                            |
| Karate               | 75 kg maschile                   | Luigi Busà          | Rafael Ağayev                | Stanislav Horuna Gabor Harspataki        |
| Karate               | Kata maschile                    | Ryo Kiyuna          | Damián Quintero              | Ali Sofuoğlu Ariel Torres                |
| Karate               | 61 kg femminile                  | Jovana Preković     | Yin Xiaoyan                  | Merve Çoban Giana Mohamed Farouk         |
| Lotta                | Libera 74 kg maschile            | Zaurbek Sidakov     | Mahamedchabib Kadzimahamedaŭ | Kyle Dake Bekzod Abdurakhmonov           |
| Lotta                | Libera 125 kg maschile           | Gable Steveson      | Geno P'et'riashvili          | Taha Akgül Amir Hossein Zare             |
| Lotta                | Libera 53 kg femminile           | Mayu Mukaida        | Pang Qianyu                  | Bat-Ochir Bolortuya Vanėsa Kaladzinskaja |
| Pentathlon moderno   | Gara femminile                   | Kate French         | Laura Asadauskaitė           | Sarolta Kovács                           |
| Pugilato             | Pesi massimi maschile            | Julio César la Cruz | Muslim Gadzhimagomedov       | David Nyika Abner Teixeira               |
| Tennistavolo         | Squadre maschile                 | Cina                | Germania                     | Giappone                                 |

## 15ª giornata (7 agosto)
| Disciplina         | Evento                          | Oro                 | Argento            | Bronzo                           |
| ------------------ | ------------------------------- | ------------------- | ------------------ | -------------------------------- |
| Atletica leggera   | 1500 m piani maschili           | Jakob Ingebrigtsen  | Timothy Cheruiyot  | Josh Kerr                        |
| Atletica leggera   | Staffetta 4×400 m maschile      | Stati Uniti         | Paesi Bassi        | Botswana                         |
| Atletica leggera   | Lancio del giavellotto maschile | Neeraj Chopra       | Jakub Vadlejch     | Vítězslav Veselý                 |
| Atletica leggera   | 10000 m piani femminili         | Sifan Hassan        | Kalkidan Gezahegne | Letesenbet Gidey                 |
| Atletica leggera   | Staffetta 4×400 m femminile     | Stati Uniti         | Polonia            | Giamaica                         |
| Atletica leggera   | Maratona femminile              | Peres Jepchirchir   | Brigid Kosgei      | Molly Seidel                     |
| Atletica leggera   | Salto in alto femminile         | Marija Lasickene    | Nicola McDermott   | Jaroslava Mahučich               |
| Baseball           | Torneo maschile                 | Giappone            | Stati Uniti        | Rep. Dominicana                  |
| Beach volley       | Torneo maschile                 | Norvegia            | ROC                | Qatar                            |
| Calcio             | Torneo maschile                 | Brasile             | Spagna             | Messico                          |
| Canoa/kayak        | C1 1000 m maschile              | Isaquias Queiroz    | Liu Hao            | Serghei Tarnovschi               |
| Canoa/kayak        | K4 500 m maschile               | Germania            | Spagna             | Slovacchia                       |
| Canoa/kayak        | C2 500 m femminile              | Cina                | Ucraina            | Canada                           |
| Canoa/kayak        | K4 500 m femminile              | Ungheria            | Bielorussia        | Polonia                          |
| Ciclismo           | Americana maschile              | Danimarca           | Gran Bretagna      | Francia                          |
| Equitazione        | Salto ostacoli a squadre        | Svezia              | Stati Uniti        | Belgio                           |
| Ginnastica ritmica | Concorso individuale            | Linoy Ashram        | Dina Averina       | Alina Harnas'ko                  |
| Golf               | Individuale femminile           | Nelly Korda         | Mone Inami         | Lydia Ko                         |
| Karate             | +75 kg maschile                 | Sajad Ganjzadeh     | Tareg Hamedi       | Ryutaro Araga Ugur Aktas         |
| Karate             | +61 kg femminile                | Feryal Abdelaziz    | Irina Zaretska     | Sofya Berultseva Gong Li         |
| Lotta              | Libera 65 kg maschile           | Takuto Otoguro      | Hacı Əliyev        | Gadžimurad Rašidov Bajrang Punia |
| Lotta              | Libera 97 kg maschile           | Abdulrašid Sadulaev | Kyle Snyder        | Reineris Salas Abraham Conyedo   |
| Lotta              | Libera 50 kg femminile          | Yui Susaki          | Sun Yanan          | Marija Stadnyk Sarah Hildebrandt |
| Nuoto artistico    | Squadre femminile               | ROC                 | Cina               | Ucraina                          |
| Pallacanestro      | Torneo maschile                 | Stati Uniti         | Francia            | Australia                        |
| Pallamano          | Torneo maschile                 | Francia             | Danimarca          | Spagna                           |
| Pallanuoto         | Torneo femminile                | Stati Uniti         | Spagna             | Ungheria                         |
| Pallavolo          | Torneo maschile                 | Francia             | ROC                | Argentina                        |
| Pentathlon moderno | Gara maschile                   | Joseph Choong       | Ahmed Elgendy      | Jun Woong-tae                    |
| Pugilato           | Pesi mosca maschile             | Galal Yafai         | Carlo Palam        | Ryomei Tanaka Saken Bibossinov   |
| Pugilato           | Pesi medi maschile              | Hebert Conceição    | Oleksandr Chyžnjak | Eumir Marcial Gleb Bakshi        |
| Pugilato           | Pesi mosca femminile            | Stojka Petrova      | Buse Naz Çakıroğlu | Huang Hsiao-wen Tsukimi Namiki   |
| Pugilato           | Pesi welter femminile           | Busenaz Sürmeneli   | Gu Hong            | Lovlina Borgohain Oshae Jones    |
| Tuffi              | Piattaforma 10 m maschile       | Cao Yuan            | Yang Jian          | Tom Daley                        |

## 16ª giornata (8 agosto)
| Disciplina         | Evento                     | Oro               | Argento                 | Bronzo                                |
| ------------------ | -------------------------- | ----------------- | ----------------------- | ------------------------------------- |
| Atletica leggera   | Maratona maschile          | Eliud Kipchoge    | Abdi Nageeye            | Bashir Abdi                           |
| Ciclismo           | Keirin maschile            | Jason Kenny       | Azizulhasni Awang       | Harrie Lavreysen                      |
| Ciclismo           | Velocità femminile         | Kelsey Mitchell   | Olena Starikova         | Lee Wai Sze                           |
| Ciclismo           | Omnium femminile           | Jennifer Valente  | Yumi Kajihara           | Kirsten Wild                          |
| Ginnastica ritmica | Concorso a squadre         | Bulgaria          | ROC                     | Italia                                |
| Pallacanestro      | Torneo femminile           | Stati Uniti       | Giappone                | Francia                               |
| Pallamano          | Torneo femminile           | Francia           | ROC                     | Norvegia                              |
| Pallanuoto         | Torneo maschile            | Serbia            | Grecia                  | Ungheria                              |
| Pallavolo          | Torneo femminile           | Stati Uniti       | Brasile                 | Serbia                                |
| Pugilato           | Pesi leggeri maschile      | Andy Cruz         | Keyshawn Davis          | Harry Garside Hovhannes Bachkov       |
| Pugilato           | Pesi supermassimi maschile | Bakhodir Jalolov  | Richard Torrez Jr.      | Frazer Clarke Kamshybek Kunkabayev    |
| Pugilato           | Pesi leggeri femminile     | Kellie Harrington | Beatriz Soares Ferreira | Sudaporn Seesondee Mira Potkonen      |
| Pugilato           | Pesi medi femminile        | Lauren Price      | Li Qian                 | Zenfira Magomedalieva Nouchka Fontijn |